# 김유연 (1981년)
김유연(1981년 4월 17일 ~ )은 대한민국의 레이싱모델 출신 배우이다.

## 경력

### 에이빙모델 경력
- 2004년 - 서울오토살롱 도우미걸
- 2004년 - 대한민국 게임대전 도우미걸
- 2005년 - 서울 모터쇼 도우미걸
- 2006년 - K-1 Fighting Network KHAN 걸
- 2011년 - 서울모터쇼 재규어 부스 포즈모델

### 레이싱모델 경력
- 2010년 - EXR팀106 전속 모델
- 2011년 - EXR팀106 전속 모델

## 출연작

### 방송
- 2006년 퀴니 《아이비클럽 FIFA06 스쿨리그》
- 2007년 tvN 《tvNGELS 시즌2》
- 2008년 코미디TV 《나라를 걱정하는 미녀들》
- 2010년 XTM 리얼리티쇼 《익스트림 서바이벌 레이싱 퀸 시즌1》
- 2011년 MBN 《개그공화국》
- 2011년 MBN 《선샤인 가족》
- 2024년 유튜브 《노빠꾸 탁재훈》

### 영화

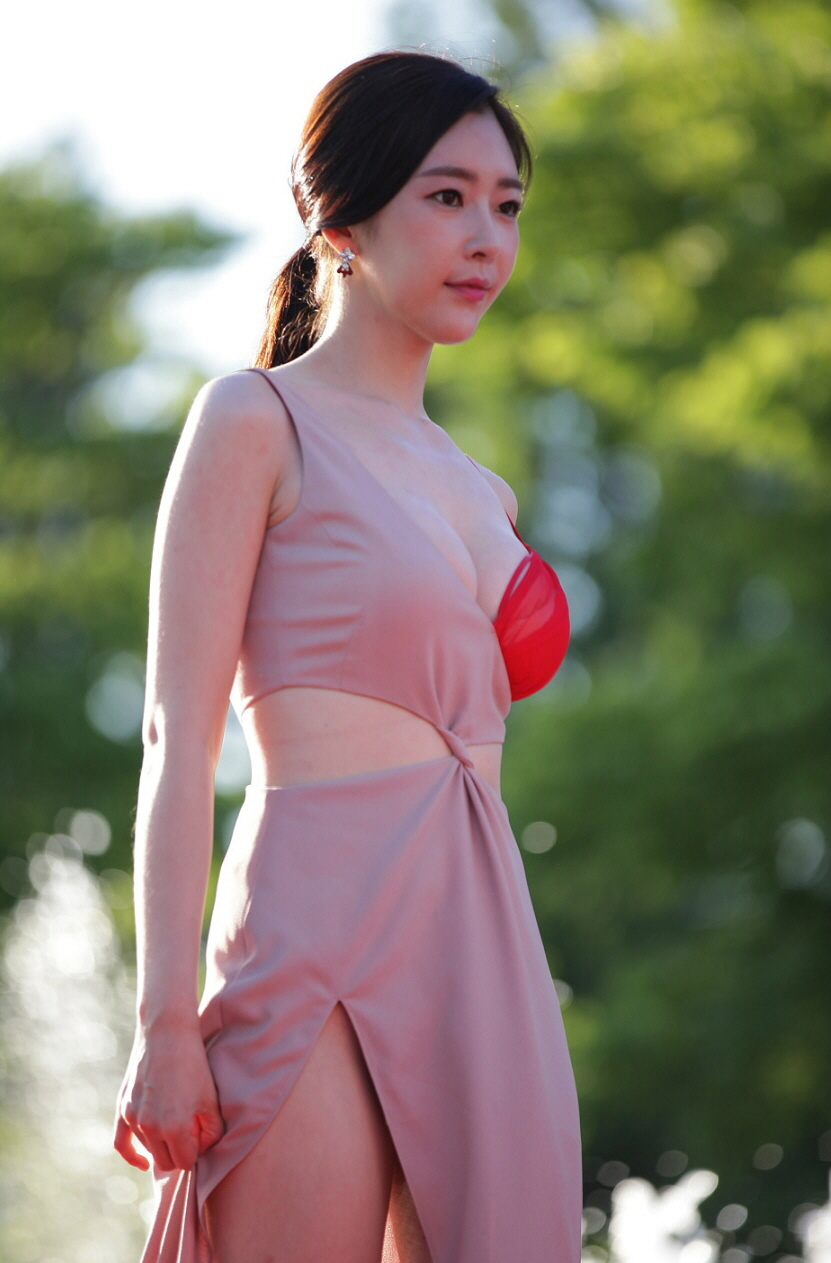

- 2009년 《천국의 우편배달부》 ... 여자(글래머) 역
- 2014년 《강남 1970》 ... 점순 역
- 2015년 《동창회의 목적》 ... 유진 역
- 2016년 《정사: 결혼 말고 연애》 ... 강희 역
- 2016년 《사랑은 없다》 ... 수연 역
- 2019년 《은지: 돌이킬 수 없는 그녀》 ... 은지 역

### 드라마/시트콤
- 2008년 MBC 《크크섬의 비밀》
- 2008년 OCN 《에로배우 살인사건》 ... 홍수아 역
- 2008년 채널CGV 《파이브 걸즈 란제리》 ... 한수진 역
- 2008년 KBS2 《바람의 나라》
- 2010년 SBS 《대물》